# Schmickbrücke
Die Schmickbrücke ist eine 1912 erbaute Eisenfachwerk-Brücke über das Südbecken des Frankfurter Osthafens in Frankfurt am Main-Ostend. Sie steht unter Denkmalschutz und ist Bestandteil der Route der Industriekultur Rhein-Main Frankfurt am Main.

## Lage

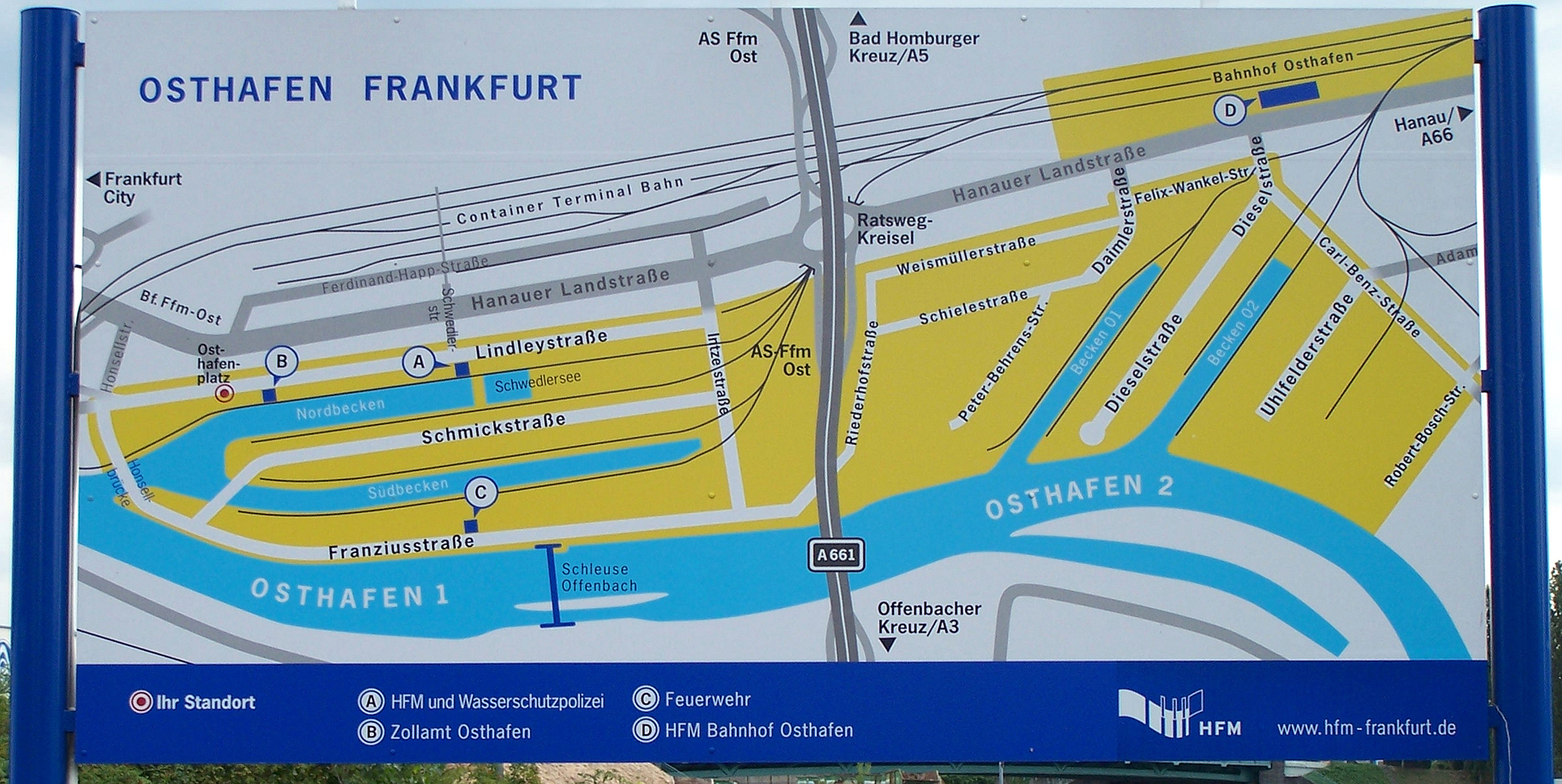
Lageplan des Frankfurt Osthafens und der Schmickbrücke am Südbecken

Die Schmickbrücke liegt hinter der Einfahrt vom Main in den Frankfurter Osthafen und quert das Südbecken an der Einfahrt. Sie verbindet die nördlich gelegene Schmickstaße, die zwischen Nord- und Südbecken verläuft, mit der südlich des Hafenbeckens verlaufenden Franziusstraße.

## Geschichte und Beschreibung
Im Rahmen des Baus des Osthafens ließ die Stadt Frankfurt als Bauherrin die Brücke 1910/11 ausschließlich unter funktionalen Gesichtspunkten errichten – auf eine eigene architektonische Gestaltung verzichtete sie. Ausführende Baufirmen waren die Frankfurter Philipp Holzmann & Cie GmbH und die Darmstädter Eisenbauanstalt Georg Donges.

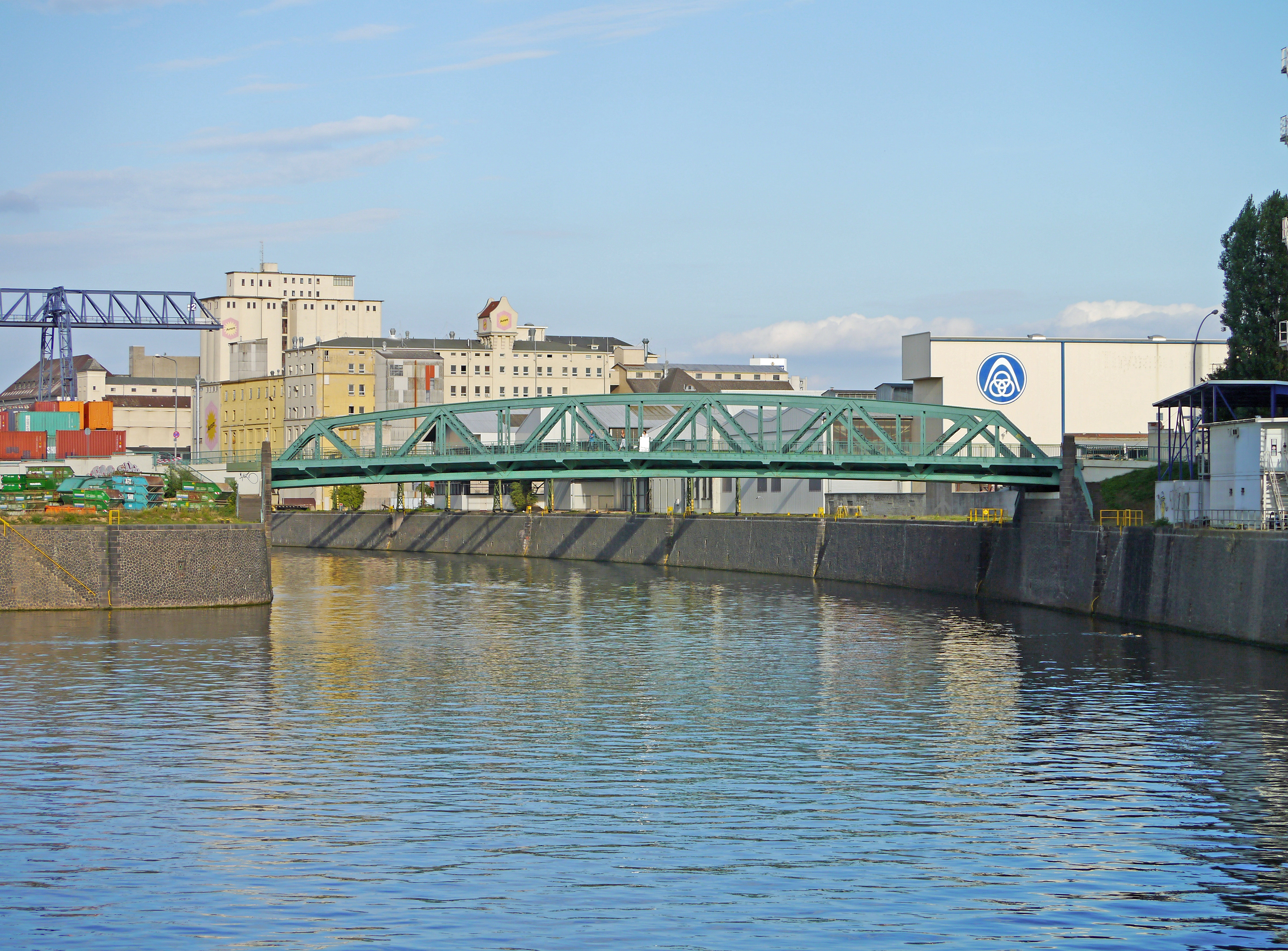
Vom Ufer an der Hafeneinfahrt

Die genietete stählerne Fachwerkbrücke ist 98,97 Meter lang bei einer Stützweite von 67,5 Metern an den beiden Endfeldern. Sie ist als offene Fachwerkbrücke mit einfachem Strebewerk ausgelegt und hat keine obere Queraussteifung. Die nach oben offenen Gurtungen haben einen Abstand von 9,0 Metern. Ihr Tragwerk trennt die Spuren für den Autoverkehr von den beidseitigen Fußwegstreifen außen. Die 13,5 Meter breite Brücke hat eine 7,5 Meter breite orthotrope Fahrbahnplatte mit zwei Fahrstreifen und beidseitig auskragende Fußsteige, die 2,0 Meter bzw. nach anderen Angaben 3,0 Meter breit sind.
Ihr Tragwerk trennt die Spuren für den Autoverkehr von den beidseitigen Fußwegstreifen außen. Benannt wurde sie nach dem 1899 verstorbenen Tiefbauingenieur Peter Schmick, der mehrere Frankfurter Brücken konstruiert hat (Untermainbrücke, Obermainbrücke, Eiserner Steg).
Die Brücke steht aus geschichtlichen und technischen Gründen unter Denkmalschutz nach dem Hessischen Denkmalschutzgesetz. Zusammen mit Hafenbecken; Krananlagen und Honsellbrücke bildet sie eine Einheit. Sie ist zugleich Bestandteil der Route der Industriekultur Rhein-Main Frankfurt am Main.